# Angel Jukebox
『Sister Princess Original Sound Track Angel Jukebox』（シスター・プリンセス オリジナル サウンドトラック エンジェル ジュークボックス）は、テレビアニメ『シスター・プリンセス』のサウンドトラックとキャラクターソングが収録されたアルバムである。2001年8月29日にスターチャイルドから発売された。
disc1には服部隆之によるアニメ本編のBGM、disc2にはデュエットによるキャラクターソング6曲とTVサイズの主題歌がそれぞれ収録されている。CDジャケットには可憐、花穂、衛、咲耶、雛子、鞠絵、白雪、鈴凛、千影、春歌、四葉、亞里亞、海神航がプリントされている。

## 収録曲

### disc1
1. 〜シスター・プリンセス〜のテーマ [2:28]
2. 朝 [1:41]
3. はじまり [2:41]
4. 出会い [3:36]
5. 日常 [2:26]
6. 出来事 [1:03]
7. アリリ・・・ [0:57]
8. コミカル [1:26]
9. おとぼけ [0:57]
10. まどろみ [1:04]
11. 愛 [1:17]
12. やまとなでしこ [1:55]
13. 午後 [1:22]
14. 家族 [2:13]
15. 誘惑 [1:18]
16. 挑発 [2:14]
17. パッション [2:54]
18. 予兆 [2:15]
19. 不協和音 [1:18]
20. ホラー [1:14]
21. 影 [4:54]
22. 恐怖 [2:57]
23. 不安 [2:15]
24. 衝撃 [1:24]
25. 大問題! [1:37]
26. 運命 [3:00]
27. Love Destiny 〜piano ver.〜 [3:36]
28. 過去 [2:00]
29. 月光 [1:26]
30. いのり [2:16]
31. 平和 [2:21]
32. 歓喜 [1:51]
33. 島への風 [1:44]
34. ウエルカムハウス [1:31]

### disc2
1. 想い [4:13]
歌：可憐（桑谷夏子）&咲耶（堀江由衣）
作詞：有森聡美、作曲：佐藤英敏、編曲：五島翔
2. マーブルチョコの日々 [5:07]
歌：花穂（望月久代）&衛（小林由美子）
作詞：椎名可憐、作曲：佐藤英敏、編曲：五島翔
3. キミに恋する日曜日 [4:29]
歌：四葉（半場友恵）&鈴凛（神崎ちろ）
作詞：椎名可憐、作曲：伊藤千夏、編曲：堀隆
4. Hearty Party [3:49]
歌：雛子（千葉千恵巳）&白雪（横手久美子）
作詞：公野櫻子、作曲：泉川そら、編曲：堀隆
5. 夕日の願い [5:01]
歌：鞠絵（柚木涼香）&春歌（かかずゆみ）
作詞：有森聡美、作曲：佐藤英敏、編曲：堀隆
6. 透きとおる夢 [5:27]
歌：千影（川澄綾子）&亞里亞（水樹奈々）
作詞：公野櫻子、作曲・編曲：五島翔
7. Love Destiny（ON AIR SIZE） [1:33] ※ボーナストラック
歌：堀江由衣
作詞・作曲：伊藤千夏、編曲：小林信吾
  - オープニングテーマ
8. 翼（ON AIR SIZE） [1:13] ※ボーナストラック
歌：堀江由衣
作詞：有森聡美、作曲：池田浩雄、編曲：太田美知彦
  - エンディングテーマ